# KRS One (album)
KRS One je druhé album rappera KRS One, které vydalo v roce 1995 vydavatelství Jive Records. Původní připravovaný název alba byl hip hop vs. rap, jak je vidět v prvních recenzích magazínu The Source, které také ukazují, že několik stop bylo na poslední chvíli vyřazeno. Tyto skladby zůstávají dosud nevydávané, ale všechny byly zveřejněny na webových stránkách XXL Magazine.

## Pozadí alba
Mezi jednotlivými skladbami jsou hudební vsuvky které propojují celé album. Obsahují hlášky z rádií, prezentované předními interprety jako Lord Finesse, Rakim, Method Man, Mr. Magic, Jeru the Damaja a MC Shan, se kterým měli KRS One a jeho skupina Boogie Down Productions spor. V bookletu jsou dále uvedeny další vsuvky interpretů, které se po finálním střihu na album nedostaly. Jejich jména jsou Pete Rock, Freddie Foxxx, Kenny Parker (bratr KRS One), DJ S&S, Kenny Dope, Kid Capri a Domingo.
Skladba "Ah Yeah" se původně objevila na kompilačním albu Pump Ya Fist.

V roce 1995 byla vydána limitovaná edice alba s třemi exkluzivními remixy skladeb z tohoto alba, jednu produkoval sám KRS-One, a další dvě Diamond D.

## Seznam skladeb
| Pořadí         | Název                         | Autor                             | Host           | Délka |
| -------------- | ----------------------------- | --------------------------------- | -------------- | ----- |
| 1.             | Rappaz R. N. Dainja           | L. Parker, DJ Premier             |                | 5:58  |
| 2.             | De Automatic                  | L. Parker, Big French Productions | Fat Joe        | 4:25  |
| 3.             | MC's Act Like They Don't Know | L. Parker, DJ Premier             |                | 4:55  |
| 4.             | Ah-Yeah                       | L. Parker, KRS One                |                | 3:50  |
| 5.             | R.E.A.L.I.T.Y.                | L. Parker, Norty Cotto            | Dexter Thibou  | 4:17  |
| 6.             | Free Mumia                    | L. Parker, KRS One                | Channel Live   | 4:08  |
| 7.             | Hold                          | L. Parker, KRS One                |                | 5:55  |
| 8.             | Wannabemceez                  | L. Parker, DJ Premier             | Mad Lion       | 4:21  |
| 9.             | Represent The Real Hip Hop    | L. Parker, Showbiz                | Das EFX        | 4:38  |
| 10.            | The Truth                     | L. Parker, KRS One                | Rich Nice      | 3:46  |
| 11.            | Build Ya Skillz               | L. Parker, Diamond D              | Busta Rhymes   | 4:41  |
| 12.            | Out For Fame                  | L. Parker, KRS One                |                | 4:51  |
| 13.            | Squash All Beef               | L. Parker, Diamond D              |                | 5:04  |
| 14.            | Health, Wealth, Self          | L. Parker, KRS One                |                | 5:00  |
| Celková délka: | Celková délka:                | Celková délka:                    | Celková délka: | 65:49 |

## Nepoužité skladby
- „What I Know" (produkce Diamond D)
- „Clubs Dem"
- „Kris Is..." (vsuvka)
- „Meta-physician" (vsuvka)

## Samply
Níže jsou uvedeny názvy interpretů a jejich skladeb, ze kterých byly použity samply pro jednotlivé písně tohoto alba.
„Rappaz R. N. Dainja"
- "Time's Up" – O.C.
- "Telephone Girl" – Assagai
- "Come On, Come Over" – Jaco Pastorius
- "Toys" – Herbie Hancock

„MC's Act Like They Don't Know"
- "Yesterday" – Clifford Brown
- "The Ballad of Jed Clampett" – Flatt & Scruggs
- "The Breaks" – Kurtis Blow

„Out For Fame"
- "My Melody" – Eric B. & Rakim

„Squash All Beef"
- "Mystique Blues" – The Crusaders

„Wannabemceez"
- "Buns O' Plenty" – Isaac Hayes
- "Pure" – Troubleneck Brothers

„Build Ya Skillz"
- "Incognito" – Oneness of Juju

„R.E.A.L.I.T.Y."
- "Papa" – Prince

## Singly
Dvě skladby z tohoto alba byly vydány také samostatně jako singly.
- „MC's Act Like They Don't Know" datum vydání 28. srpen 1995 [5]
- „Rappaz R. N. Dainja" rok vydání 1995 [6]

## Skladby
Některé skladby byly použity ve filmech a videohrách:
„MC's Act Like They Don't Know"
- Něco z ničeho: umění rapu (Something from Nothing: The Art of Rap) dokumentární film z roku 2012 [7]

„Out for Fame "
- Grind Session videohra z roku 2000 [8]

„R.E.A.L.I.T.Y. "
- Temná zákoutí (The Yards) film z roku 2000 [9]

## Umístění v hitparádách

### Album
| Hitparáda (1995)       | Nejvyšší umístění |
| ---------------------- | ----------------- |
| Billboard 200          | 19                |
| Top R&B/Hip-Hop Albums | 2                 |

### Singl
| Rok  | Skladba                         | Umístění v hitparádách | Umístění v hitparádách | Umístění v hitparádách | Umístění v hitparádách  |
| Rok  | Skladba                         | Billboard Hot 100      | Hot R&B/Hip-Hop Songs  | Hot Rap Songs          | Hot Dance Singles Sales |
| ---- | ------------------------------- | ---------------------- | ---------------------- | ---------------------- | ----------------------- |
| 1995 | "MC's Act Like They Don't Know" | 57                     | 35                     | 9                      | 1                       |